# Авангардовское водохранилище
Авангардовское водохранилище (укр. Авангардівське водосховище — небольшое русловое водохранилище на реке Гнилица (левый приток реки Северский Донец). Расположено в Чугуевском районе Харьковской области Украины у села Новая Гнилица. Назначение — орошение, рыборазведения, рекреация. Вид регулирования — сезонное.
Водохранилище построено в 1973 году по проекту Харьковской комплексной экспедиции для орошения полей совхоза «Авангард». В настоящее время используется для рыборазведения.

## Основные параметры водохранилища
- нормальный подпорный уровень — 129,0 м;
- форсированный подпорный уровень — 130,5 м;
- полный объём — 1 500 000 м³;
- полезный объём — 1 350 000 м³;
- длина — 2,25 км;
- средняя ширина — 0,18 км;
- максимальные ширина — 0,30 км;
- средняя глубина — 3,79 м;
- максимальная глубина — 8,2 м.

## Основные гидрологические характеристики
- Площадь водосборного бассейна — 67,0 км².
- Годовой объём стока 50 % обеспеченности — 2 430 000 м³.
- Паводковый сток 50 % обеспеченности — 2 180 000 м³.
- Максимальный расход воды 1 % обеспеченности — 63,7 м³/с.

## Состав гидротехнических сооружений
- Глухая земляная плотина длиной — 242,5 м, высотой — 10,24 м, шириной — 10 м.
- Заделка верхового откоса — 1:8, низового откоса — 1:3.
- Шахтный водосброс из монолитного железобетона высотой — 8,2 м, размерами 2 (8,5×3) м.
- Водосбросный двойной тоннель длиной — 42,5 м, размерами 2 (1,8×2) м.
- Донный водовыпуск из двух стальных труб диаметром 300 мм, совмещенный с шахтным водосбросом.
- Задвижки водосброса расположены в Водосбросные шахте. Расчётный расход — 0,43 м³/с.